# Ситрус-Хилс (Флорида)
Ситрус-Хилс (англ. Citrus Hills) — статистически обособленная местность, расположенная в округе Ситрус (штат Флорида, США) с населением в 4029 человек по статистическим данным переписи 2000 года.

## География
По данным Бюро переписи населения США статистически обособленная местность Ситрус-Хилс имеет общую площадь в 25,38 квадратных километров, водных ресурсов в черте населённого пункта не имеется.
Статистически обособленная местность Ситрус-Хилс расположена на высоте 35 м над уровнем моря.

## Демография
По данным переписи населения 2000 года в Ситрус-Хилс проживало 4029 человек, 1485 семей, насчитывалось 1783 домашних хозяйств и 2137 жилых домов. Средняя плотность населения составляла около 158,75 человек на один квадратный километр. Расовый состав населённого пункта распределился следующим образом: 92,78 % белых, 1,44 % — чёрных или афроамериканцев, 0,32 % — коренных американцев, 4,02 % — азиатов, 0,99 % — представителей смешанных рас, 0,45 % — других народностей. Испаноговорящие составили 2,83 % от всех жителей статистически обособленной местности.
Из 1783 домашних хозяйств в 15,1 % воспитывали детей в возрасте до 18 лет, 78,4 % представляли собой совместно проживающие супружеские пары, в 3,4 % семей женщины проживали без мужей, 16,7 % не имели семей. 13,7 % от общего числа семей на момент переписи жили самостоятельно, при этом 8,0 % составили одинокие пожилые люди в возрасте 65 лет и старше. Средний размер домашнего хозяйства составил 2,26 человек, а средний размер семьи — 2,46 человек.
Население статистически обособленной местности по возрастному диапазону по данным переписи 2000 года распределилось следующим образом: 13,3 % — жители младше 18 лет, 2,2 % — между 18 и 24 годами, 13,3 % — от 25 до 44 лет, 36,6 % — от 45 до 64 лет и 34,6 % — в возрасте 65 лет и старше. Средний возраст жителей составил 59 лет. На каждые 100 женщин в Ситрус-Хилс приходилось 96,1 мужчин, при этом на каждые сто женщин 18 лет и старше приходилось 94,5 мужчин также старше 18 лет.
Средний доход на одно домашнее хозяйство статистически обособленной местности составил 48 229 долларов США, а средний доход на одну семью — 53 222 доллара. При этом мужчины имели средний доход в 35 125 долларов США в год против 24 875 долларов среднегодового дохода у женщин. Доход на душу населения статистически обособленной местности составил 48 229 долларов в год. 4,3 % от всего числа семей в населённом пункте и 6,5 % от всей численности населения находилось на момент переписи населения за чертой бедности, при этом 16,2 % из них были моложе 18 лет и 1,4 % — в возрасте 65 лет и старше.